# Вашковейру
Вашковейру (порт. Vascoveiro) — район (фрегезия) в Португалии, входит в округ Гуарда. Является составной частью муниципалитета Пиньел. По старому административному делению входил в провинцию Бейра-Алта. Входит в экономико-статистический субрегион Бейра-Интериор-Норте, который входит в Центральный регион. Население составляет 224 человека на 2001 год. Занимает площадь 17,81 км².
Покровителями района считаются Святая Варвара (Санта-Барбара) и Носса-Сеньора-даш-Кандейяш (порт. Santa Bárbara e Nossa Senhora das Candeias).